# محافظة سانتشونغ
محافظة سانتشونغ ((هانغل: 산청군): سانتشونغ غون) هي محافظة تقع في مقاطعة غيونغسانغ الجنوبية، كوريا الجنوبية. وبلغ عدد 35،903 مثال نسمة، عام 2015.

## أعلام
- بارك هانغ سيو

## وصلات خارجية
- الموقع الإلكتروني لحكومة المحافظة